# Prague Open 2015
Die Prague Open 2015 im Badminton fanden vom 23. September bis zum 26. September 2015 in Prag statt.

## Sieger und Platzierte
| Disziplin    | Gold                            | Silber                       | Bronze                        |
| ------------ | ------------------------------- | ---------------------------- | ----------------------------- |
| Herreneinzel | Marc Zwiebler                   | Zvonimir Đurkinjak           | Adrian Dziółko                |
| Herreneinzel | Marc Zwiebler                   | Zvonimir Đurkinjak           | Raul Must                     |
| Dameneinzel  | Kirsty Gilmour                  | Linda Zechiri                | Soraya de Visch Eijbergen     |
| Dameneinzel  | Kirsty Gilmour                  | Linda Zechiri                | Line Kjærsfeldt               |
| Herrendoppel | Adam Cwalina Przemysław Wacha   | Manu Attri B. Sumeeth Reddy  | Baptiste Carême Ronan Labar   |
| Herrendoppel | Adam Cwalina Przemysław Wacha   | Manu Attri B. Sumeeth Reddy  | Miłosz Bochat Łukasz Moreń    |
| Damendoppel  | Isabel Herttrich Birgit Michels | Marie Batomene Émilie Lefel  | Audrey Fontaine Anne Tran     |
| Damendoppel  | Isabel Herttrich Birgit Michels | Marie Batomene Émilie Lefel  | Heather Olver Lauren Smith    |
| Mixed        | Vitaliy Durkin Nina Vislova     | Michael Fuchs Birgit Michels | Mark Lamsfuß Isabel Herttrich |
| Mixed        | Vitaliy Durkin Nina Vislova     | Michael Fuchs Birgit Michels | Niclas Nøhr Sara Thygesen     |